# بانوی سفیدپوش (نقاشی)
بانوی سفیدپوش (فرانسوی: Le Dame en blanc)، که با نام زن سفیدپوش نیز شناخته می‌شود، یک نقاشی رنگ روغن روی بوم اثر ماری براکمون، هنرمند فرانسوی است که در سال ۱۸۸۰ خلق شد. این نقاشی لوئیز کیورون، خواهر ناتنی براکمون را به تصویر می‌کشد که اغلب مدل نقاشی‌های او بود. این اثر یکی از سه نقاشی براکمون بود که در پنجمین نمایشگاه امپرسیونیست‌ها در آوریل ۱۸۸۰ به نمایش درآمد. یکی از نقاشی‌های پیشین او، زن در باغ (۱۸۷۷)، ممکن است اتودی برای بانوی سفیدپوش بوده باشد. براکمون مانند دیگر امپرسیونیست‌ها، در فضای باز و بیشتر در باغ خود در سور نقاشی می‌کشید. در سال ۲۰۲۴ به افتخار ۱۵۰ سالگی نمایشگاه‌های اصلی امپرسیونیست‌ها، مجموعه‌ای از نمایشگاه‌ها برگزار شد که سبب شد این اثر باری دیگر مورد توجه قرار گیرد.

## پیشینه
ماری براکمون (۱۸۴۰–۱۹۱۶) هنرمندی فرانسوی بود که از دههٔ ۱۸۵۰ نقاشی را آغاز کرد. وی برخلاف بسیاری از هم‌عصرانش، از طبقهٔ کارگر بود و هنر را بیشتر به‌صورت خودآموز فرا گرفت. براکمون در ابتدا تحت تأثیر رمانتیسم قرار داشت که در آن زمان رایج و محبوب بود. او کار خود را با نقاشی صحنه‌های کوچک قرون وسطایی، مانند افرادی در حال مطالعه و پرتره‌هایی از جمله سروانتس در زندان آغاز کرد. علاقهٔ او به هنر قرون وسطی احتمالاً از دوران کودکی‌اش در نزدیکی اوسل، در مجاورت دیر کهن نوتردام دو بونگ ریشه می‌گرفت. سبک براکمون پس از آموزش نزد ژان اگوست دومینیک انگر (۱۷۸۰–۱۸۶۷) دستخوش تغییر شد.
بیشتر زنان هنرمند در اواخر قرن نوزدهم از کار کردن به‌تنهایی در خارج از استودیو منع می‌شدند؛ این قرارداد اجتماعی، دامنهٔ موضوعات قابل پرداخت آن‌ها را محدود می‌کرد. آموزش براکمون نزد انگر چندان کمکی به او نکرد، چرا که او به این مشهور بود که می‌گفت «در جرئت و پشتکار زنان در عرصهٔ نقاشی تردید دارد». انگر می‌خواست براکمون را در استودیو تنها به نقاشی «گل‌ها، میوه‌ها، طبیعت بی‌جان، پرتره‌ها و صحنه‌های خودمانی» محدود کند—موضوعات و سبک‌هایی که از دید انگر برای زنان مناسب بودند. این رویکرد باعث شد براکمون از او فاصله بگیرد و آموزش خود را نزد او رها کند، اما تأثیر فرمالیسم انگر همچنان در آثار اولیهٔ او مشهود ماند، آثاری همچون پرترهٔ مادر، آلین پاسکیو-کیورون (۱۸۶۰)، که مطالعهٔ او دربارهٔ رمبرانت (۱۶۰۶–۱۶۶۹) را آشکار می‌کند.
در سال ۱۸۶۶، ماری هنگام نقاشی در موزهٔ لوور، با فلیکس براکمون آشنا شد و بعدها در سال ۱۸۶۹ با او ازدواج کرد. فلیکس زیر نظر ژوزف گیشار (۱۸۰۶–۱۸۸۰)، یکی از شاگردان انگر، آموزش دیده بود. در دههٔ ۱۸۷۰، آثار ماری نشانه‌هایی از رئالیسم داشت (مانند بازیکنان تخته نرد) که علاقهٔ او به نقاشانی چون آلفرد استیونس (۱۸۲۳–۱۹۰۶) را منعکس می‌کرد. فلیکس بعدها در نخستین نمایشگاه امپرسیونیست‌ها در سال ۱۸۷۴ شرکت کرد و هر دوی آن‌ها در چهارمین نمایشگاه در سال ۱۸۷۹ آثاری ارائه دادند. در اواخر دههٔ ۱۸۷۰، تأثیر امپرسیونیست‌های نوظهور بر ماری آشکار شد و هنرمندانی چون ادگار دگا (۱۸۳۴–۱۹۱۷)، کلود مونه (۱۸۴۰–۱۹۲۶)، و پیر اگوست رنوآر (۱۸۴۱–۱۹۱۹) در رویکرد هنری او اثر گذاشتند.

## خلق اثر

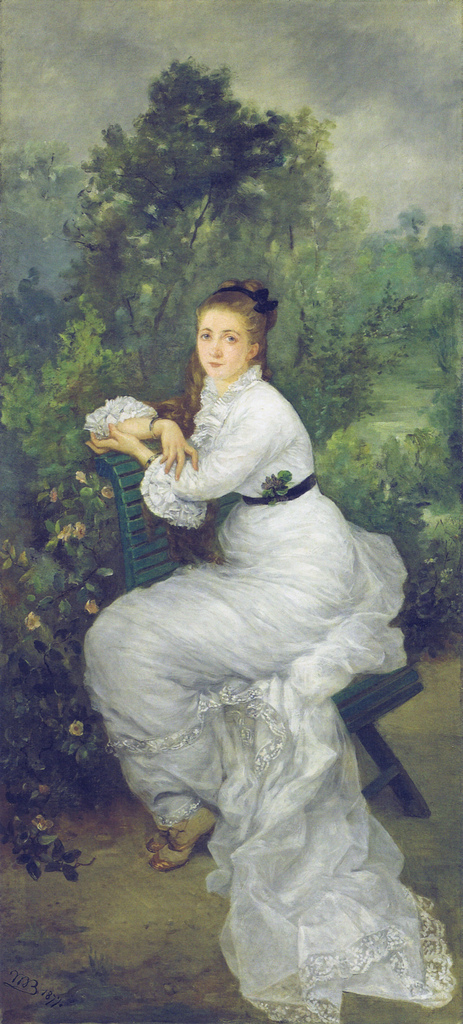
زن در باغ (۱۸۷۷)

بانوی سفیدپوش ممکن است در فضای باز نقاشی شده باشد، اما ترکیب‌بندی آن با دقت طراحی شده است، زیرا براکمون پیش از آن چندین اتود کشیده بود. لوران مانوور، تاریخ‌نگار هنر، یکی از این اتودهای مقدماتی را که یک طراحیِ کشیده شده با جوهر سیاه است، تحت تأثیر سبک انگر توصیف می‌کند. زن در باغ (۱۸۷۷)، یکی دیگر از آثار پیشین او، نیز ممکن است اتودی ابتدایی برای این نقاشی بوده باشد. در تمامی این آثار، خواهر ناتنی براکمون، لوئیز کیورون، مدل نقاشی‌های او بود؛ این روند نمونه‌ای از گزینه‌های محدودی است که در اختیار زنان هنرمند در فرانسهٔ قرن نوزدهم بود، در آن زمان آزادی آن‌ها برای آموزش هنر به‌شدت محدود شده بود.
نقاشی فیگور در باغ یکی از موضوعات رایج در میان امپرسیونیست‌ها بود. این موضوع همچنین به زنان هنرمند امکان می‌داد که در فضای باز نقاشی کنند؛ برای نمونه براکمون در باغ خانهٔ خود در سور نقاشی می‌کشید. بدین ترتیب، این زنان می‌توانستند از محدودیت‌های فرهنگی که آن‌ها را از نقاشی به‌تنهایی در بیرون منع می‌کرد، عبور کنند. پیر، پسر براکمون، توضیح داد که مادرش شیفتهٔ رنگ سفید بوده و تغییرات آن در نور خورشید در فضای باز را مطالعه می‌کرد؛ این تغییرات، مشکلی رایج برای امپرسیونیست‌ها بود. به گفتهٔ پیر، این نقاشی آخرین اثری بود که مادرش با «تکنیک کلاسیک» کشید. این موضوع از دیدگاه تامار گارب، تاریخ‌نگار هنر، نشان می‌دهد که این اثر مرحله گذار از تأثیرات ژان-بتیست-کامی کورو (۱۷۹۶–۱۸۷۵) و ناتورالیست‌ها، به سوی سبک امپرسیونیستی انتخابی براکمون بوده است.

## توصیف

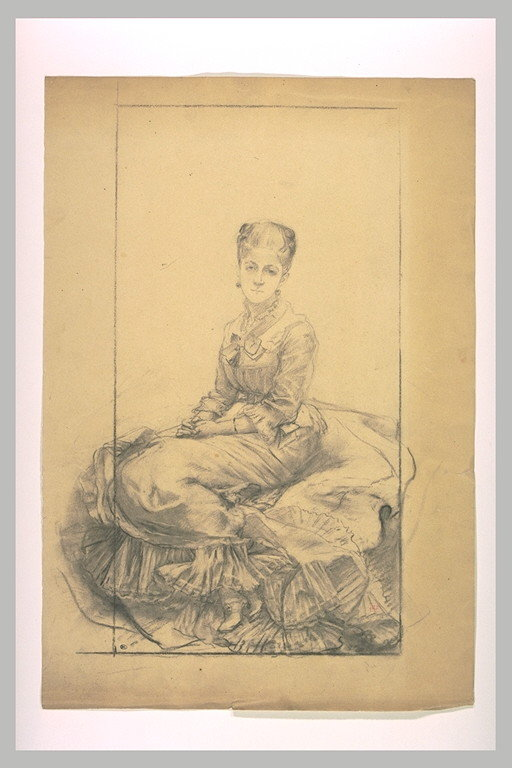
اتود مقدماتی برای بانوی سفیدپوش (بدون تاریخ).

این نقاشی در ابعاد ۱۸۰٫۵ در ۱۰۵ سانتی‌متر (۷۱٫۱ در ۴۱ اینچ) و به‌اندازهٔ طبیعی یک انسان، زنی را با لباسی سفید، نشسته در یک باغ به تصویر می‌کشد. امضای «ماری ب.» در گوشهٔ پایین سمت راست دیده می‌شود. زن بر روی فرشی که روی چمن پهن شده نشسته است، دستانش را روی دامان خود به هم قلاب کرده و در حالی که رو به جلو است، بدنش به سمت چپ متمایل شده و در نمای سه‌رخ دیده می‌شود.

## پنجمین نمایشگاه امپرسیونیست‌ها
ماری سه نقاشی با عنوان پرتره، پرستو و اتودی از طبیعت را به پنجمین نمایشگاه امپرسیونیست‌ها که از ۱ تا ۳۰ آوریل ۱۸۸۰ در خیابان پیرامید شماره ۱۰ برگزار شد، ارائه کرد. اکنون باور بر این است که پرتره همان بانوی سفیدپوش است که در ابتدا با شماره کاتالوگ ۸۵ ارائه شده بود. دومین اثر، اتودی از طبیعت، با نقاش و مدلش در باغ یکی تشخیص داده شده که در آن، مانند بسیاری از دیگر آثار براکمون، خواهرش مدل نقاشی است. مرد حاضر در این نقاشی را نیز جیمز تیسو، هنرمند فرانسوی، دانسته‌اند. نقاشی‌های او در کنار آثار همسرش و دیگر هنرمندان امپرسیونیست مانند کایبوت، ادگار دگا، ژان-لویی فورن، گوگن، گیومن، آلبر لو‌بور، لیوپولد لوور، پیسارو، ژان-فرانسوا رافائلی، آنری روآر، شارل تیلو، اوژن ونسان ویدال، ویکتور وینیون، و فدریکو زاندومنگی به نمایش درآمد.

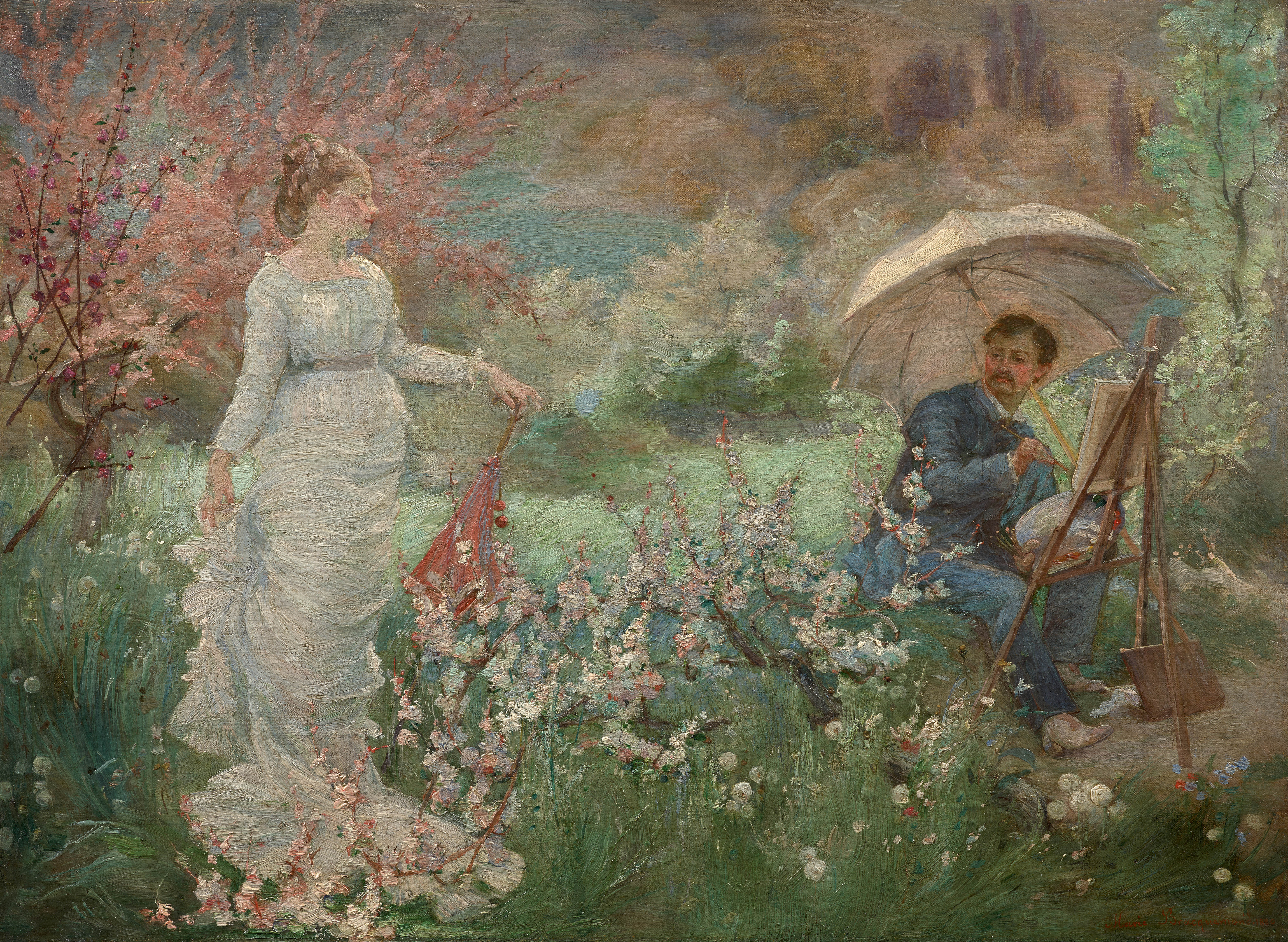
نقاش و مدلش در باغ (۱۸۸۰)

## بازخوردها
منتقدان هنری فرانسه هنگام نمایش اولیهٔ این اثر در پنجمین نمایشگاه امپرسیونیست‌ها، از آن تمجید کردند. آرتور دشراک، رویکرد جدید براکمون در کار با رنگ روغن را «آغازی استادانه» خواند؛ همچنین گوستاو گوتشی اظهار داشت که براکمون «به شکلی مسحور کننده نقاشی می‌کند». فیلیپ بورتی این اثر را نتیجهٔ «مطالعه‌ای جدی» دانست و پل آرمان سیلوستر به تأثیر مناظری مانند آنچه در آثار فرانسوا بوشه (۱۷۰۳–۱۷۷۰) دیده می‌شود اشاره کرد. به گفتهٔ سیلوستر، براکمون در این نقاشی به «جلوه‌هایی بسیار هماهنگ» دست یافته است، که «در آن پس‌زمینه‌هایی شبیه به پرده‌های نگارین دیده می‌شود، که گویی از نور اوج کمال می‌درخشند.»

## اثر مرتبط

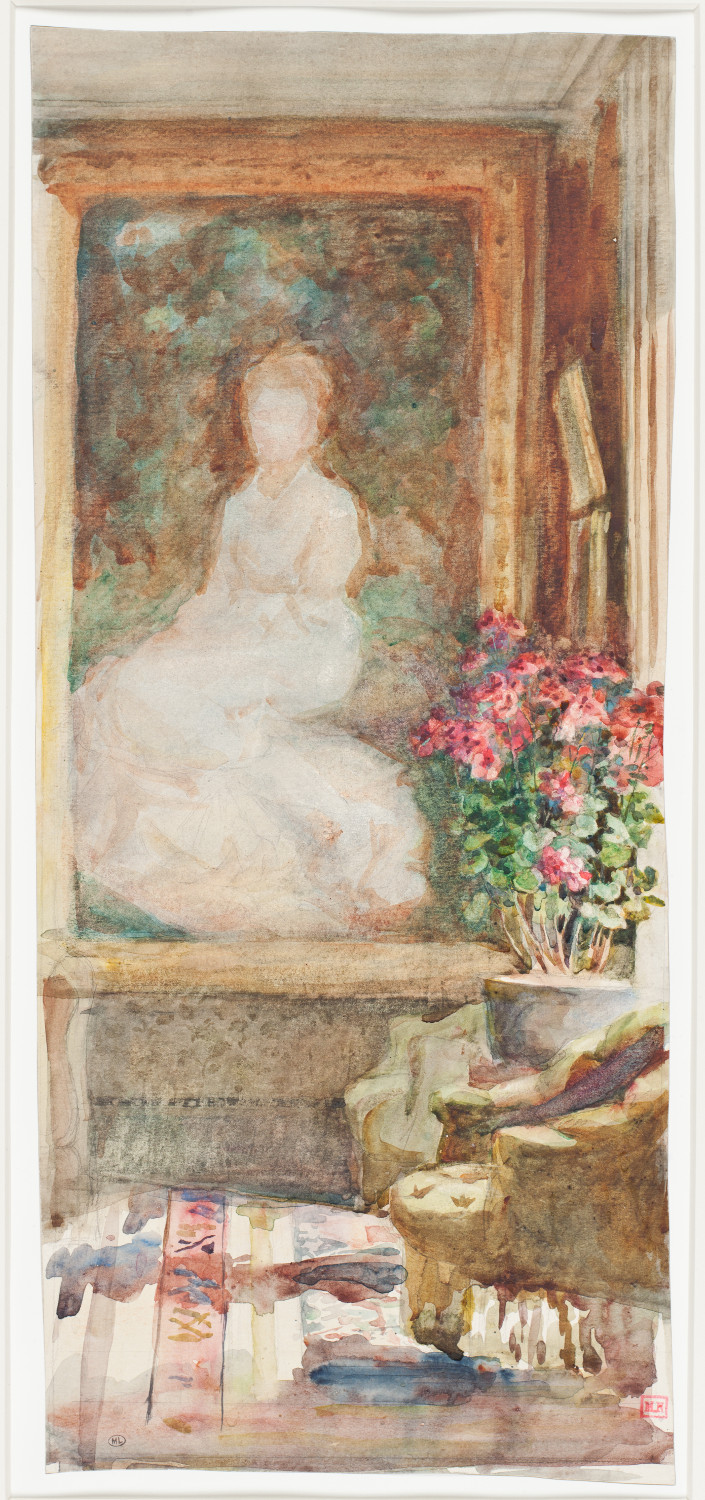
فضای داخلی یک سالن

بانوی سفیدپوش بعدها به‌عنوان یک نقاشی درون نقاشی دیگر، در پس‌زمینهٔ نقاشی آبرنگ فضای داخلی یک سالن از براکمون به تصویر کشیده شد.

## تاریخچهٔ مالکیت
در آغاز، گوستاو ژفخوا، منتقد هنری فرانسوی، این نقاشی را خرید و آن را برای شهر پاریس بر جای نهاد. این اثر تا زمان بسته شدن نگارخانهٔ کاخ لوکزامبورگ، در آن به نمایش گذاشته شد؛ سپس از سال ۱۹۲۹ تا ۲۰۱۹ در موزهٔ هنرهای زیبای کمبره به نمایش درآمد. این نقاشی در مقطعی پیش از سال ۱۹۸۴ مورد مرمت قرار گرفت.
در اواخر دههٔ ۲۰۱۰ مشخص شد که این نقاشی، که به مدت ۹۰ سال به‌صورت امانی در موزهٔ کمبره نگهداری می‌شد، به پاریس منتقل شده و در موزهٔ اورسی به نمایش گذاشته خواهد شد. با توجه به قوانین فرانسه دربارهٔ آثار هنری مهم، بازگشت این نقاشی به کمبره بعید به نظر می‌رسید. پس از انتشار این خبر، چند صد نفر از اهالی کمبره دادخواستی امضا کردند تا این اثر در شهر باقی بماند و تنها به‌طور موقت به موزهٔ اورسی قرض داده شود، اما این تلاش موفقیت‌آمیز نبود. موزهٔ اورسی این نقاشی را در سال ۲۰۱۹ به مالکیت خود درآورد.

## نمایشگاه‌های اخیر
در صد و پنجاهمین سالگرد هشت نمایشگاه اصلی امپرسیونیست‌ها (۱۸۷۴–۱۸۸۶)، موزهٔ هنر اردروپگر در کپنهاگ، دانمارک، در نمایشگاهی با عنوان امپرسیونیسم و زنان نادیده گرفته شدهٔ آن، آثاری از برت موریسو، مری کسات، اوا گونزالس و ماری براکمون را به نمایش گذاشت. این نمایشگاه در سال ۲۰۲۴ با همکاری دورته ونگسگور نیلسن برگزار شد. در این نمایشگاه، بانوی سفیدپوش در کنار چندین اثر دیگر از براکمون به نمایش درآمد. نمایشگاه در نگارخانهٔ ملی ایرلند ادامه یافت و در آنجا با عنوان زنان امپرسیونیست، با همکاری جنت مک‌لین برگزار شد.

## واژه‌نامه
1. ↑  Marie Bracquemond
2. ↑  Louise Quivoron
3. ↑  Woman in the Garden
4. ↑  Reading
5. ↑  La Lecture
6. ↑  Cervantes in Prison
7. ↑  Ussel
8. ↑  Notre-Dame de Bonnaigue
9. ↑  Portrait of the Mother, Aline Pasquiou-Quivoron
10. ↑  Félix Bracquemond
11. ↑  Joseph Guichard
12. ↑  The Backgammon Players
13. ↑  Laurent Manoeuvre
14. ↑  Pierre
15. ↑  Tamar Garb
16. ↑  L'Hirondelle
17. ↑  Etude il'apres nature
18. ↑  The Painter and his Model in a Garden
19. ↑  Jean-Louis Forain
20. ↑  Albert Lebourg
21. ↑  Léopold Levert
22. ↑  Jean-François Raffaëlli
23. ↑  Henri Rouart
24. ↑  Charles Tillot
25. ↑  Eugène Vincent Vidal
26. ↑  Victor Vignon
27. ↑  Federico Zandomeneghi
28. ↑  Arthur d'Echérac
29. ↑  Gustave Goetschy
30. ↑  Philippe Burty
31. ↑  Paul Armand Silvestre
32. ↑  Gustave Geffroy
33. ↑  Janet McLean